# 杉田将宏
杉田 将宏（すぎた まさひろ、1999年11月24日 - ）は、愛知県名古屋市出身のサッカー選手。ポジションはフォワード（ウイング）またはミッドフィールダー。

## クラブ歴
小中学校年代では名古屋SSでプレーした。高校時代には名古屋グランパスエイトU-18に所属、住田将、杉浦文哉が同期にあたる。
大学は早稲田大学に進学、ア式蹴球部では1年次の早慶戦からスターティングメンバーに抜擢されるなどの活躍を見せ、3年次ではチームの中心になっていたが、4年次に序列を落とした。
2022年12月22日にシンガポールプレミアリーグのアルビレックス新潟シンガポールへの加入内定が発表された。2022シーズンに公式戦総計で34試合9得点を記録し、契約満了となった。
2023年1月13日に同リーグのバレスティア・カルサFCへの移籍が発表された。
2023シーズンまでは主にウイングのポジションでプレーしていたが、2024-25シーズンからは主にセントラルミッドフィールダーとして起用されている。
2025年7月10日、バレスティア・カルサと2025-26シーズンの契約を更新した。

## 所属クラブ
- 名古屋S.S.（名古屋市立松栄小学校、名古屋市立桜山中学校）
- 2015年 - 2017年  名古屋グランパスエイトU-18（愛知県立天白高等学校）
- 2018年 - 2021年  早稲田大学
- 2022年  アルビレックス新潟シンガポール
- 2023年 -  バレスティア・カルサFC